# Seneweb.com
Seneweb.com est un portail web dont le contenu s'adresse principalement à la communauté sénégalaise au Sénégal et dans le monde. Il relaie les contenus des principaux titres de presse et autres médias locaux, tout en produisant également du contenu propre. Il possède aussi une radio,.

## Historique
Seneweb est fondé en 1999 par Abdoulaye Salam Madior Fall. En 2000, Daouda Mbaye en devient le copropriétaire.

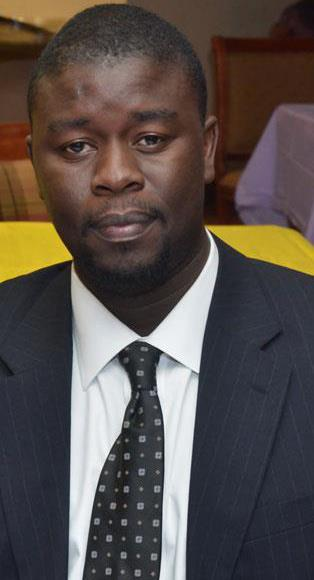
Abdou Salam Madior Fall, PDG de Seneweb

En quelques mois, le site connaît un succès retentissant notamment auprès de la diaspora sénégalaise. Le nombre de connectés à Internet au Sénégal ne dépassait pas 40 000 en 2000. C'est l'un des rares sites web à avoir couvert la campagne électorale présidentielle de 2000. En plus des actualités, il héberge des flux vidéo et audio et des forums politiques.
Quelques années après sa création, le portail devient le plus visité et le plus populaire d'Afrique de l'Ouest francophone. Chaque jour, ce sont des centaines de milliers d'internautes qui se connectent sur Seneweb, ce qui en fait un géant sénégalais du Web. En 2015 Seneweb est classé premier parmi les sites sénégalais uniquement de contenu.
Selon SimilarWeb, les chiffres de mi-2022 donnent Seneweb classé 14 459 ème des sites web les plus visités sur internet, et huitième des sites sénégalais. Chaque mois Seneweb accueille en moyenne 7 900 000 visiteurs, et plus de 53 millions de pages sont vues. La majorité des visiteurs viennent du Sénégal, de France, des États-Unis et d'autres pays africains.
En juillet 2015, Seneweb lance une application mobile disponible sur Appstore et Playstore.
| Membre                  | Fonction                              |
| ----------------------- | ------------------------------------- |
| Abdou Salam Madior Fall | PDG et fondateur                      |
| Daouda Mbaye            | Copropriétaire                        |
| Souleymane Fall         | Directeur des ressources humaines     |
| Abdourahmane DIOUF      | Responsable du département commercial |
| Adama Ndiaye            | Rédacteur en chef                     |
| Thiebeu Ndiaye          | Rédacteur en chef adjoint             |
| Awa Faye                | Rédactrice en chef adjointe           |
| Raphaël Senghor         | Chef de projet/Programmateur          |
| Mohamed Diallo          | Coordonnateur de Seneweb TV           |
| Amadou Seck             | Editeur/Community Manager             |